# なのはな体操
なのはな体操（なのはなたいそう）は、千葉県が県民の健康増進のために1983年（昭和58年）に制定した二代目の県民体操である。明るいテクノポップ調のインストルメンタル曲。

## 用途
1983年（昭和58年）に制作され、以降県内の各学校や官公庁に東芝EMI製造のレコード・カセットテープが配布された。運動会や体育祭の準備運動として行われる場合がある。ただし、積極的に実施されていない地域（特に京葉・東葛飾地域にて顕著）もある。
2000年（平成12年）には、新たにCD版が制作され、県健康福祉部と千葉県内一部の図書館でCDが貸出できる。
2006年（平成18年）ごろには、地元ラジオ局のbayfmがパワーウィークの番宣CMのBGMとして使用していたことがあった。

## 種類
1. スローI・声入り
2. スローI
3. スローII・声入り （「スローI・声入り」のテンポが遅く、半音下げたもの）
4. スタンダード
5. スタンダード・ロングバージョン （「スタンダード」のテンポの遅いもの）
6. 高齢者向け・声入り （「スローI」のテンポが遅く、指導・手拍子があるもの）
7. 高齢者向け・曲のみ （「スローI」のテンポの遅いもの）

上記の1・2・3・6・7と4・5とでは、メロディーは同一であるものの、演奏されている楽器やテンポが異なる。
1983年製造のカセットテープ版は、上記の1～4とそのイントロ部を省略した曲（計8曲）が収録されているが、2000年製造のCD版はカセットテープ版にあった上記1～4のイントロを省略した曲は収録されておらず、新たに上記の5～7が追加された。

## 協力
- 演奏：東芝レコーディングオーケストラ
- 作曲・編曲：あかのたちお
- 体操製作：太田昌秀（順天堂大学 助教授）
- 企画：千葉県・「健康で明るい県民づくり運動」千葉県推進協議会
- 製作・製造：東芝EMI株式会社・千葉テレビ放送株式会社

## テレビ番組
千葉テレビ放送が、1983年（昭和57年）から2002年（平成14年）まで放送していた。番組初期から中期は、女性指導員による実技を放送し、中期から後期は、千葉県内の学校やイベント会場で収録した内容を放送した。後期は鈴木りえがレポーターを務めた。同番組は初期から中期にかけて、「お茶の間BGM」の放送後に帯番組として放送され幾度もリピート（再放送）され、CM枠の穴埋め番組としても活用された。
初期から中期の番組フォーマットは、女性指導員による「なのはな体操 ポイント（解説）」を体操の一連の流れに沿って説明した後、体操本編を放送。あかのたちお(作曲)の同曲に乗せて、軽快に踊る様子を流し、番組最後に「企画制作：千葉県教育委員会・千葉テレビ放送」のテロップをスーパーし、終了。
番組としての題名の変遷は「テレビ新県民体操」→「健康バンザイ！」→「テレビなのはな体操」→「なのはな体操」へと改題されている。

## その他
- 千葉県では、これ以前にオーケストラ伴奏による千葉県民体操があり、SP盤が配布されていた。SP盤が再生できる学校では1970年代の終わりまで実施していた。
- 千葉県庁は2001年（平成13年）に、なのはな体操PR予算の削減をした。
- 2013年（平成25年）1月5日に日本テレビ系列で放送された「月曜から夜ふかし土曜版」では，この「なのはな体操」について取り上げている。